# ماكسيم شيمبيريف
ماكسيم شيمبيريف (بالأوكرانية: Шемберєв Максим Романович)‏ (مواليد 25 سبتمبر 1993) هو سبّاح أوكراني، مثّل بلاده في الألعاب الأولمبية الصيفية 2012.

## روابط خارجية
ماكسيم شيمبيريف على موقع الاتحاد الدولي للسباحة (الإنجليزية)
- ماكسيم شيمبيريف على موقع SwimRankings.net (الإنجليزية)
- ماكسيم شيمبيريف على موقع اللجنة الأولمبية الدولية (الإنجليزية)
- ماكسيم شيمبيريف على موقع أوليمبيديا (الإنجليزية)